# Томаш Йодловець
Томаш Йодловець (пол. Tomasz Jodłowiec, нар. 22 березня 1985, Живець) — польський футболіст, центральний захисник клубу «П'яст» (Гливиці).

## Клубна кар'єра
Вихованець футбольної школи клубу «Кошарова Живець».
У дорослому футболі дебютував 2004 року виступами за команду клубу «Відзев», в якій провів лише 4 матчі чемпіонату. 
Згодом з 2005 по 2006 рік грав у складі команд клубів ЛКС (Лодзь) та «Подбескідзе».
Своєю грою за останню команду привернув увагу представників тренерського штабу клубу «Дискоболія», до складу якого приєднався 2006 року. Відіграв за команду з міста Гродзиськ-Великопольський наступні два сезони своєї ігрової кар'єри. Більшість часу, проведеного у складі «Дискоболії», був основним гравцем захисту команди.
До складу клубу «Полонія» приєднався 2008 року. 

## Виступи за збірну
2008 року дебютував в офіційних матчах у складі національної збірної Польщі. Наразі провів у формі головної команди країни 49 матчів, забив 1 гол.

## Титули і досягнення
- Чемпіон Польщі (6):

«Легія»: 2012–13, 2013–14, 2015–16, 2016–17, 2017–18
«П'яст» (Гливиці): 2018-19
- Володар Кубку Польщі (5):

«Дискоболія»: 2006–07
«Легія»: 2012–13, 2014–15, 2015–16, 2017–18
- Володар Кубку Екстракляси (2):

«Дискоболія»: 2006–07, 2007–08
- Володар Суперкубку Польщі (1):

«Шльонськ»: 2012